# Борис Грозданов (философ)
Борис Грозданов е български философ, носител на редица международни отличия в областта на историята и философията на науката..

## Биография
Завършва философия в СУ „Св. Климент Охридски“ през 1997 г. с дипломна работа на тема „Кантовата теория на пространството и неевклидовите геометрии“ под ръководството на проф. Иван Стефанов. Защитава докторат по философия на науката към ИФИ, БАН през 2006 г. През 2009 г. защитава докторат по аналитична епистемология в Централноевропейския университет в Будапеща под ръководството на проф. Ненад Мишчевич. Специализира в Университета на Торонто при проф. Джеймс Робърт Браун. През 2006 г. специализира в Центъра по история и философия на науката в Питсбърг. Между 2008 и 2010 г. печели престижната награда на Европейската комисия за индивидуални научни изследвания „Мария Кюри“ и работи като Мария Кюри фелоу в Оксфордския университет към групата по философия на физиката.
Публикува статии на английски и български език в специализирани издания. Автор е на две книги: „Мислени експерименти и наука“, на български и „A Priori Revisability“, на английски. Работи в областта на а priori-познанието, динамиката на научните теории, философия на пространството и времето и обща философия на математиката. Хабилитира се през 2012 г. като редовен доцент в Института по философия и социология при БАН. Става хоноруван преподавател в Софийския университет „Св. Климент Охридски“ и Технически университет. През следващото десетилетие се преориентира към компютърната проблематика, проблемите за сигурност и Изкуствения интелект.

## Публикации
- (2010) Грозданов Б., Мислени експерименти и наука София: Институт за философски изследвания, ISBN: 9789549254914 (152 стр.)
- (2014) Grozdanoff, Boris D. A priori revisability in science. Cambridge Scholars Publishing.
- Grozdanoff, Boris; Popov, Zdravko; Serafimova, Silviya (eds.) (2023) Rationality and Ethics in Artificial Intelligence, Cambridge Scholars Publishing, In English. ISBN13: 978-1-5275-9441-8; рages: 230